# Pavol Bencz
Pavol Bencz (Nyitraegerszeg, 1936. június 25. – Trencsén,  2012. április 18.) csehszlovák válogatott szlovák labdarúgó, csatár. Az 1964–65-ös csehszlovák bajnoki idény gólkirálya.

## Pályafutása

### Klubcsapatban
1960 és 1968 decembere között a Jednota Trenčín, 1969 tavaszán a ZVL Žilina labdarúgója volt. 1969–70-ben az osztrák First Vienna, majd 1971–72-ben a WSG Radenthein csapatában játszott. Az 1964–65-ös idényben a Jednota játékosaként bajnoki gólkirály lett 21 góllal.

### A válogatottban
1964-ben egy alkalommal szerepelt a csehszlovák válogatottban.

## Sikerei, díjai
Jednota Trenčín
- Csehszlovák bajnokság
  - gólkirály: 1964–65 (21 gól)

## Statisztika

### Mérkőzése a csehszlovák válogatottban
| Csehszlovákia | Csehszlovákia     | Csehszlovákia        | Csehszlovákia | Csehszlovákia | Csehszlovákia | Csehszlovákia | Csehszlovákia | Csehszlovákia |
| #             | Dátum             | Helyszín             | Hazai         | Eredmény      | Vendég        | Kiírás        | Gólok         | Esemény       |
| ------------- | ----------------- | -------------------- | ------------- | ------------- | ------------- | ------------- | ------------- | ------------- |
| 1.            | 1964. október 11. | Budapest, Népstadion | Magyarország  | 2 – 2         | Csehszlovákia | barátságos    | -             |               |
|               | Összesen          |                      |               | 1             | mérkőzés      |               | 0             | gól           |